# Norwegische Meisterschaften im Biathlon 2018
Die Norwegischen Meisterschaften im Biathlon 2018 fanden zwischen dem 5. und dem 8. April 2018 in Lillehammer im Birkebeineren-Skistadion statt.

## Männer

### Sprint (10 km)
| Platz | Starter                    | Zeit  | Schießfehler |
| ----- | -------------------------- | ----- | ------------ |
| 1     | Johannes Thingnes Bø       | 24:30 | 1+2          |
| 2     | Lars Helge Birkeland       | +0:07 | 1+0          |
| 3     | Vegard Bjørn Gjermundshaug | +0:10 | 0+1          |
| 4     | Fredrik Gjesbakk           | +0:30 | 0+1          |
| 5     | Andreas Dahlø Wærnes       | +0:31 | 1+0          |
| 6     | Herman Dramdal Borge       | +0:38 | 0+0          |
| 7     | Johannes Dale              | +0:47 | 1+1          |
| 8     | Erlend Øvereng Bjøntegaard | +0:59 | 1+1          |
| 9     | Bjarte Solvang             | +1:05 | 2+0          |
| 10    | Alexander Os               | +1:05 | 3+0          |

Start: 6. April 2018

### Verfolgung (12,5 km)
| Platz | Starter                    | Zeit    | Schießfehler |
| ----- | -------------------------- | ------- | ------------ |
| 1     | Johannes Thingnes Bø       | 31:13,9 | 0+0+1+0      |
| 2     | Lars Helge Birkeland       | +1:17   | 1+0+1+0      |
| 3     | Vegard Bjørn Gjermundshaug | +1:44   | 0+1+2+0      |
| 4     | Erlend Øvereng Bjøntegaard | +2:00   | 0+0+0+2      |
| 5     | Fredrik Gjesbakk           | +2:05   | 1+0+1+1      |
| 6     | Andreas Dahlø Wærnes       | +2:05   | 0+1+1+1      |
| 7     | Sverre Dahlen Aspenes      | +2:25   | 0+1+1+0      |
| 8     | Bjarte Solvang             | +2:32   | 0+1+0+2      |
| 9     | Alexander Os               | +2:48   | 0+0+3+1      |
| 10    | Herman Dramdal Borge       | +2:51   | 0+0+1+1      |

Start: 7. April 2018

### Massenstart (15 km)
| Platz | Starter                    | Zeit  | Schießfehler |
| ----- | -------------------------- | ----- | ------------ |
| 1     | Erlend Øvereng Bjøntegaard | 36:32 | 1+0+0+0      |
| 2     | Johannes Thingnes Bø       | +0:05 | 1+1+0+1      |
| 3     | Alexander Os               | +0:07 | 1+0+0+0      |
| 4     | Martin Femsteinevik        | +0:24 | 0+0+0+0      |
| 5     | Lars Helge Birkeland       | +0:34 | 0+0+1+0      |
| 6     | Andreas Kvam               | +0:49 | 0+0+0+0      |
| 7     | Vetle Sjåstad Christiansen | +0:49 | 0+0+0+1      |
| 8     | Henrik L’Abée-Lund         | +0,49 | 1+0+0+1      |
| 9     | Vegard Bjørn Gjermundshaug | +1:24 | 0+0+0+3      |
| 10    | Andreas Dahlø Wærnes       | +1:28 | 0+0+1+2      |

Start: 8. April 2018

### Staffel (4 × 7,5 km)
| Platz | Starter                                                                                                | Region             | Zeit      |
| ----- | --- | ------------------ | --------- |
| 1     | Espen Uldal Lars Aasheim Svaland Håkon Svaland Lars Helge Birkeland                                    | Agder 1            | 1:18:21,1 |
| 2     | Sindre Fjellheim Jorde Johannes Dale Endre Strømsheim Sturla Holm Lægreid                              | Oslo og Akershus 1 | +0:41,6   |
| 3     | Martin Femsteinevik Bjarte Solvang Thomas Fenne Erling Aalvik                                          | Hordaland 1        | +1:13,2   |
| 4     | Markus Ims Skåland Markus Zachariassen Rørvik Vetle Årsvoll Undheim Jon Nikolai Ims Skåland            | Rogaland 1         | +1:22,8   |
| 5     | Vetle Christiansen Pål Kristian Grue Tufte Martin Lindland Erlend Øvereng Bjøntegaard                  | Buskerud 1         | +1:36,7   |
| 6     | Kristoffer Jonsson Vebjørn Sørum Sivert Guttorm Bakken Vemund Ravnsborg Gurigard                       | Oppland 1          | 1:52,3    |
| 7     | Mattis Haug Sindre Pettersen Truls Fjellheim Jorde Jørgen Brendengen Krogsæter                         | Oslo og Akershus 2 | +2:06,2   |
| 8     | Aleksander Fjeld Andersen Herman Dramdal Borge Torstein Wiiger Opsahl Tommi Luchsinger                 | Buskerud 2         | +2:28,5   |
| 9     | Ole Andreas Flotten Martin Lien Spjøtvold Andreas Kvam Emil Hegle Svendsen                             | Sør-Trøndelag 1    | 2:34,7    |
| 10    | Petter Austberg Bjørn Vegard Bjørn Gjermundshaug Aasmund Kjøllmoen Steien Kristoffer Langøien Skjelvik | Nord-Østerdal 1    | +3:00,1   |

Start: 5. April 2018

## Frauen

### Sprint (7,5 km)
| Platz | Starter                  | Zeit  | Schießfehler |
| ----- | ------------------------ | ----- | ------------ |
| 1     | Marte Olsbu              | 20:57 | 1+1          |
| 2     | Emilie Ågheim Kalkenberg | +0:16 | 0+0          |
| 3     | Sigrid Bilstad Neraasen  | +0:58 | 0+0          |
| 4     | Lene Berg Ådlandsvik     | +1:00 | 1+0          |
| 5     | Hilde Fenne              | +1:09 | 2+1          |
| 6     | Lotte Lie                | +1:19 | 0+1          |
| 7     | Hilde Eide               | +1:38 | 2+0          |
| 8     | Synnøve Solemdal         | +1:40 | 2+1          |
| 9     | Eline Grue               | +1:43 | 0+1          |
| 10    | Mari Wetterhus           | +1:45 | 0+1          |

Start: 6. April 2018

### Verfolgung (10 km)
| Platz | Starter                  | Zeit    | Schießfehler |
| ----- | ------------------------ | ------- | ------------ |
| 1     | Marte Olsbu              | 30:37,1 | 1+1+1+0      |
| 2     | Emilie Ågheim Kalkenberg | +0:51   | 1+0+0+1      |
| 3     | Thekla Brun-Lie          | +1:58   | 0+0+1+1      |
| 4     | Kristin Hjelstuen        | +2:03   | 0+0+0+0      |
| 5     | Lene Berg Ådlandsvik     | +2:03   | 0+1+1+1      |
| 6     | Lotte Lie                | +2:16   | 0+0+0+2      |
| 7     | Sigrid Bilstad Neraasen  | +2:23   | 1+0+1+1      |
| 8     | Mari Wetterhus           | +2:45   | 0+0+0+1      |
| 9     | Hilde Fenne              | +3:01   | 0+3+3+1      |
| 10    | Hilde Eide               | +3:05   | 2+0+1+1      |

Start: 7. April 2018

### Massenstart (12,5 km)
| Platz | Starter                    | Zeit  | Schießfehler |
| ----- | -------------------------- | ----- | ------------ |
| 1     | Marte Olsbu                | 34:55 | 1+1+0+0      |
| 2     | Synnøve Solemdal           | +0:35 | 0+1+0+0      |
| 3     | Thekla Brun-Lie            | +1:17 | 1+0+0+1      |
| 4     | Karoline Offigstad Knotten | +1:24 | 1+0+1+0      |
| 5     | Hilde Fenne                | +1:36 | 1+0+2+2      |
| 6     | Sofie Rostad               | +1:44 | 0+0+0+0      |
| 7     | Ragnhild Femsteinevik      | +1:56 | 0+0+2+0      |
| 8     | Emilie Ågheim Kalkenberg   | +2:04 | 1+0+1+2      |
| 9     | Lotte Lie                  | +2:27 | 0+1+1+0      |
| 10    | Eline Grue                 | +2:30 | 2+0+0+0      |

Start: 8. April 2018

### Staffel (3 × 6 km)
| Platz | Starter                                                    | Region             | Zeit    |
| ----- | ---------------------------------------------------------- | ------------------ | ------- |
| 1     | Marit Ishol Skogan Tonje Marie Skjelstadås Lotte Lie       | Nord-Trøndelag 1   | 58:27,1 |
| 2     | Thekla Brun-Lie Kaia Wøien Nicolaisen Kristin Hjelstuen    | Oslo og Akershus 1 | +0:04,6 |
| 3     | Sigrid Bilstad Neraasen Hilde Eide Karoline Knotten        | Oppland 1          | +0:19,5 |
| 4     | Åsne Skrede Stina Brattegard Mari Wetterhus                | Buskerud 1         | +1:07,4 |
| 5     | Anitra Vognild Gunhild Viljugrein Stølen Kirsten Daae Wiig | Oslo og Akershus 3 | +1:11,2 |
| 6     | Mari Sverdrup Randi Sollid Nordvang Eline Grue             | Nord-Østerdal 1    | +1:11,5 |
| 7     | Jenny Enodd Sara Ehrenpohl Sand Silje Bakken               | Sør-Trøndelag 1    | +1:11,7 |
| 8     | Turi Storstrøm Thoresen Ingrid Grue Marion Rønning Huber   | Nord-Østerdal 2    | +1:18,1 |
| 9     | Malin Auganæs Bergtun Ingvild Berlandstveit Une Kvelvane   | Hordaland 2        | +2:02,7 |
| 10    | Sofie Rostad Rikke Hald Andersen Karoline Næss             | Oslo og Akershus 2 | +2:36,5 |

Start: 5. April 2018